# Noche de vino tinto
Noche de vino tinto es una película española de drama estrenada en 1966, escrita y dirigida por Jose María Nunes y protagonizada en los papeles principales por Serena Vergano y Enrique Irazoqui.

La película está englobada dentro del movimiento cinematográfico denominado Escuela de Barcelona.
Fue escogida entre otras cuarenta y dos películas para optar a los Premios Sindicales Cinematográficos de 1966, otorgados por el Sindicato Nacional del Espectáculo.

## Sinopsis
Un chico y una chica, ambos deprimidos y decepcionados por su situación con sus parejas, se encuentran en una taberna del Barrio Chino de Barcelona. Aunque no se conocen de nada, inician un recorrido nocturno por las tascas de la ciudad para catar sus vinos tintos. A medida que avanza la noche, ambos se van conociendo mejor.

## Reparto
- Serena Vergano como Chica, Viajera
- Enrique Irazoqui como Chico
- Rafael Arcos
- Anne Settimó
- Mario Gas como Cliente de una taberna